# Johann Tobias Gottlieb Holzapfel
Johann Tobias Gottlieb Holzapfel (* 24. Februar 1773 in Marburg; † 9. Mai 1812 in Rinteln) war seit dem 16. November 1798 Professor der orientalischen Sprachen und der Beredsamkeit und ab dem Jahr 1805 auch Professor der Theologie an der Universität zu Rinteln.

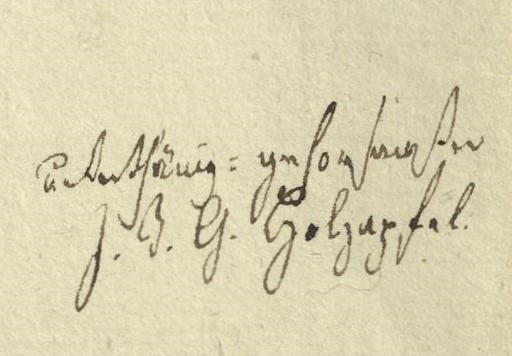
unterthänig-gehorsamster J[ohann] T[obias] G[ottlieb] Holzapfel

## Leben und Wirken

### Kindheit
Holzapfel wurde als erster Sohn und zweitältestes von zehn Kindern der Kasseler Pfarrerstochter Catharine Luise Clemen und des Archidiakons Johann Gottlob (* 1. Mai 1737; † 1804) geboren. Sein Vater wurde 1774 zum Oberpfarrer und Inspector der evangelisch-lutherischen Gemeinde Schmalkalden ernannt, wo Holzapfel aufwuchs. Die Stellung des Vaters und die Beziehungen zum deutschen Orden verhalfen Holzapfel und seinen beiden Brüder Georg Christian Wilhelm und Johann Sebastian Gottfried zu erfolgreichen Karrieren. Er besuchte das dortige Lyzeum; auf Wunsch seines Vaters wurde seine schulische Ausbildung um Privatstunden in Lateinisch, Hebräisch und Französisch bei Theologiestudenten erweitert, da der Vater mit der Qualität der Lehrkräfte und der wohl an der Schule gängigen Lehrpraxis an der Schule nicht zufrieden war. Bereits während seiner Schulzeit entfaltete sich sein Interesse an den alten Sprachen und er gab jüngeren Schülern Zusatzunterricht in Griechisch und Latein.

### Studium
Ab dem 12. Mai 1791 begann Holzapfel sein Theologiestudium an der Universität Leipzig. Dort besuchte er Vorlesungen der Theologie, wobei er besonderes Interesse an den exegetischen Vorlesungen von Samuel Friedrich Nathanael Morus zum Neuen Testament zeigte. Außerdem besuchte er Veranstaltungen über Philosophie, Logik, Metaphysik und Naturrecht. Den Tod von Morus im Jahr 1792 nahm Holzapfel zum Anlass, die von diesem aufgeschriebenen exegetischen Predigen über den Römerbrief zu veröffentlichen, woraufhin ihn Professor Christian Daniel Beck in die Philosophische Societät aufnahm.

### Wirken in Rinteln
Noch im Jahr 1795 verließ Holzapfel Leipzig und setzte sein Studium an der Universität Rinteln fort: Dort konzentrierte er sich gänzlich auf das Theologiestudium, das er 1797 abschloss. Er wurde pro ministerio examiniert und schloss damit seine theologische Grundausbildung ab. Zeitgleich nahm er eine Stellung beim Ober-Kriegskommissar und Rentmeister Heuser an. Bereits 1798 wurde Holzapfel zum Professor der Beredsamkeit und der Orientalischen Sprachen an der Universität Rinteln ernannt. Eben dort wurde er  1803 zum Doctor Philosophiae promoviert. Nach Übernahme einer zweiten Professur im Jahr 1805 wurde Holzapfel im März 1806 auch in Theologie promoviert. Zwei Monate später wurde er zum zweiten Stadtpfarrer von Rinteln ernannt. Die Aufhebung der Universität Rinteln im Jahr 1810 beendete seine akademische Tätigkeit. Das Amt des Stadtpfarrers hatte er bis zu seinem Tod im Jahr 1812 inne.

## Werke
- Obadiah, neu übersetzt und erläutert. Mit einem Anhang exegetisch-philologischen Bemerkungen über Jesajas Cap. XIII + XIV, Rinteln 1798. Digitalisat
- Programm Observationes in loca quaedam Psalmorum, Rinteln 1800.
- acad. in obitum Ludwig Philip Schröteri, Rinteln 1800.
- Französisches Elementarbuch für die ersten Anfänger, von Holzapfel + G. P. Schppius,.Leipzig 1800.
- Erklärung der Schriftstelle Phil. I., Rinteln 1801.
- Memoria J. J. Jaegerii, Professor, Rinteln 1802.
- Eine historische exegetische Untersuchung enthaltend: Sollte wohl Salomo der Gegenstand des zweiten Psalms, und die Verfertigung dieses Liedes in die Zeit seiner Erhebung zur Königswürde zu setzen sein? Rinteln 1803. Beide Programme zur Feier der Erhebung des Landgrafen von Hessen-Cassel zum Kurfürsten und zur Feier des Geburtsfestes des Kurfürsten sind mit Verbesserungen und Zusätzen wieder abgedruckt worden, Altenburg 1805
- Memoria C. God. Fürstenau, Philosoph Dr. & Professor Ord., Rinteln 1803.
- Probe einer neuen Übersetzung und Erklärung der zweiten Rede Ciceros gegen Catilina.